# New Zealand Open 2007
Die New Zealand Open 2007 im Badminton fanden vom 14. bis 20. Mai 2007 in Auckland statt.

## Austragungsort
Auckland Badminton Hall, Auckland

## Sieger und Platzierte
| Disziplin    | Gold                                 | Silber                                           | Bronze                                 |
| ------------ | ------------------------------------ | ------------------------------------------------ | -------------------------------------- |
| Herreneinzel | Andre Kurniawan Tedjono              | Wong Choong Hann                                 | Yeoh Kay Bin                           |
| Herreneinzel | Andre Kurniawan Tedjono              | Wong Choong Hann                                 | Lee Tsuen Seng                         |
| Dameneinzel  | Zhou Mi                              | Chie Umezu                                       | Pi Hongyan                             |
| Dameneinzel  | Zhou Mi                              | Chie Umezu                                       | Yip Pui Yin                            |
| Herrendoppel | Chan Chong Ming Hoon Thien How       | Albertus Susanto Njoto Yohan Hadikusumo Wiratama | Anggun Nugroho Devin Lahardi Fitriawan |
| Herrendoppel | Chan Chong Ming Hoon Thien How       | Albertus Susanto Njoto Yohan Hadikusumo Wiratama | John Moody Chan Yun Lung               |
| Damendoppel  | Ikue Tatani Aya Wakisaka             | Meiliana Jauhari Shendy Puspa Irawati            | Seiko Yamada Yu Wakita                 |
| Damendoppel  | Ikue Tatani Aya Wakisaka             | Meiliana Jauhari Shendy Puspa Irawati            | Liu Fan Frances Yao Lei                |
| Mixed        | Devin Lahardi Fitriawan Lita Nurlita | Anggun Nugroho Nitya Krishinda Maheswari         | Svetoslav Stoyanov Elodie Eymard       |
| Mixed        | Devin Lahardi Fitriawan Lita Nurlita | Anggun Nugroho Nitya Krishinda Maheswari         | Alroy Tanama Putra Chau Hoi Wah        |

## Finalergebnisse
| Disziplin    | Sieger                               | Finalist                                         | Ergebnis            |
| ------------ | ------------------------------------ | ------------------------------------------------ | ------------------- |
| Herreneinzel | Andre Kurniawan Tedjono              | Wong Choong Hann                                 | 13–21, 21–18, 21–14 |
| Dameneinzel  | Zhou Mi                              | Chie Umezu                                       | 21–13, 21–10        |
| Herrendoppel | Chan Chong Ming Hoon Thien How       | Albertus Susanto Njoto Yohan Hadikusumo Wiratama | 21–14, 20–22, 21–11 |
| Damendoppel  | Ikue Tatani Aya Wakisaka             | Meiliana Jauhari Shendy Puspa Irawati            | 21–17, 15–21, 21–16 |
| Mixed        | Devin Lahardi Fitriawan Lita Nurlita | Anggun Nugroho Nitya Krishinda Maheswari         | 21–16, 21–15        |